# Suwari waza
Le terme suwari waza est un terme japonais (座技) désignant les techniques martiales pratiquées à genoux. La notion est différente du ne waza qui sont également des techniques au sol, mais n'impliquant pas de déplacement (maîtrise de l'adversaire par immobilisation, strangulation ou luxation).
En aïkido, c'est la pratique où les deux partenaires, uke (celui qui reçoit) et tori (celui qui fait la technique) sont au sol et pratiquent toujours au sol, par opposition au tachi waza et au hanmi handachi waza.

## Justification
Historiquement, les japonais vivent au sol, s'asseyant par terre[réf. souhaitée]. Assis signifie en fait à genoux, dans la position dite seiza lorsque le dessus du pied est au sol ou kiza lorsque l'on s'appuie sur les orteils. Les fesses et le poids du corps reposent alors sur les talons, un genou en avant, les deux cuisses formant un angle proche de 40°. Les pieds peuvent être à plat au départ des techniques, mais l'essentiel du travail se fait avec les pieds dressés sur les orteils.
C'est donc logiquement que les samouraïs développèrent des techniques partant de cette position, afin d'être capables d'attaquer ou de se défendre en toute situation.
De nos jours, en aïkido, la pratique à genoux permet de travailler le renforcement des jambes (souplesse, musculature), ainsi que la posture (shisei). En effet, comme on ne peut plus se servir de ses jambes pour « passer en force », cette posture impose d'avoir un mouvement juste.
Il convient cependant d'être prudent dans le travail à genoux, car il sollicite beaucoup les ligaments. Il faut donc faire attention à poser doucement ses genoux, et garder le poids du corps sur les talons. Le port d'un hakama en matière synthétique ou en soie facilite énormément ce travail, grâce à une moindre friction sur les tatami à couverture plastique et en offrant aux genoux une protection supplémentaire.

## Déplacement
Le déplacement de base se nomme shikkō. On part d'une position à genoux, les fesses posées sur les talons et en appui sur les orteils (kiza) :
- on lève le genou droit en posant le pied à plat au sol, ce qui fait avancer le pied ;
- le pied gauche suit le pied droit pour rester « uni » à lui, il y a donc un pivot sur le genou gauche ;
- puis on avance le genou gauche tout en reposant le genou droit au sol ; à la fin du mouvement, on est à nouveau en kiza.

On recommence ensuite de l'autre côté.
Un autre déplacement fondamental consiste à lever le genou droit en posant le pied à plat, puis à faire glisser le genou gauche tout en reposant le genou droit au sol ; à la fin du mouvement, on est à nouveau en kiza.
Le pivot sur place se fait en partant les genoux écartés : pour un pivot à droite :
- on rapproche le genou gauche du genou droit en se levant sur les genoux ;
- on pivote d'un demi-tour, les genoux serrés ;
- on écarte le genou droit en se rasseyant sur les talons.